# 1993년 한국시리즈
1993년 프로야구 한국시리즈는 10월 18일부터 10월 26일까지 모두 7경기를 치러, 해태 타이거즈가 삼성 라이온즈를 4승 1무 2패로 누르고 통산 일곱 번째 우승을 차지하였다. 한국시리즈 MVP는 한국시리즈에서 29타수 9안타 4타점 7도루의 맹활약을 펼친 해태의 이종범이 차지했다. 이로써 신인 선수로는 김정수(1986년)에 이어 두 번째로 신인이 MVP를 수상하는 영예를 안게 됐다.

## 정규 시즌
| 순위 | 구단   | 승 | 무 | 패 | 승률  | 승차 |
| ---- | ------ | -- | -- | -- | ----- | ---- |
| 1위  | 해태   | 81 | 3  | 42 | 0.655 | 0.0  |
| 2위  | 삼성   | 73 | 5  | 48 | 0.599 | 7.0  |
| 3위  | OB     | 66 | 5  | 55 | 0.544 | 14.0 |
| 4위  | LG     | 66 | 3  | 57 | 0.536 | 15.0 |
| 5위  | 빙그레 | 61 | 4  | 61 | 0.500 | 19.5 |
| 6위  | 롯데   | 62 | 1  | 63 | 0.496 | 20.0 |
| 7위  | 쌍방울 | 43 | 5  | 78 | 0.361 | 37.0 |
| 8위  | 태평양 | 34 | 10 | 82 | 0.310 | 43.5 |

## 플레이오프 결과
|               | 승리팀             | 경기 결과 | 상대팀         |
| ------------- | ------------------ | --------- | -------------- |
| 준 플레이오프 | LG 트윈스(4위)     | 2 - 0 - 1 | OB 베어스(3위) |
| 플레이오프    | 삼성 라이온즈(2위) | 3 - 0 - 2 | LG 트윈스(4위) |

## 한국시리즈 경기 결과

### 1차전
10월 18일 - 광주무등경기장 야구장
| 팀                                                                               | 1 | 2 | 3 | 4 | 5 | 6 | 7 | 8 | 9 | R | H | E |
| 삼성 라이온즈                                                                    | 0 | 1 | 0 | 0 | 0 | 0 | 0 | 0 | 0 | 1 | - | - |
| 해태 타이거즈                                                                    | 0 | 0 | 0 | 0 | 0 | 0 | 4 | 1 | X | 5 | - | - |
| 승리 투수: 조계현 패전 투수: 유명선 세이브: 선동열 홈런: 해태 – 한대화(8회 솔로) |   |   |   |   |   |   |   |   |   |   |   |   |

다승왕 조계현(17승)과 탈삼진왕 김상엽(170개)의 선발대결 속에 삼성은 2회초 김성현의 좌중간적시타로 1점을 선제했다. 김상엽은 5회까지 단 1안타에 6탈삼진을 기록하며 무사히 선발임무를 수행했다. 그러나 일단 컨트롤 난조에 빠지면 걷잡을 수 없는 김상엽이 습성대로 6회말 연속포볼로 무사1, 2루가 되면서 이종범 타석에서 또다시 볼카운트 0-2로 몰리자 우용득 감독은 유명선으로 마운드를 교체했다. 유명선은 사인미스로 보내기번트에 실패한 이종범을 유격수앞 병살타로 잡으면서 급한 불을 꺼 일단은 성공적인 투수교체로 나타났다. 그러나 7회말 투아웃까지 잘 잡아낸 유명선은 연속포볼로 1, 2루를 채워놓은 뒤 이순철에게 우전안타를 허용했고 이종두가 홈송구를 서두르다 볼을 뒤로 빠뜨리는 에러를 저질러 2 대 1로 역전당하고 말았다. 이 틈에 3루에 안착한 이순철은 정회열의 좌전적시타로 3점째를 올렸고 뒤이은 1, 2루 찬스에서 이종범이 원바운드로 펜스를 넘어가는 1타점 2루타를 터뜨려 승리를 확인했다. '전가의 보도' 선동열을 세이브로 투입, 삼성에게 추격할 생각을 단념케 한 해태는 8회말 한대화가 승리감에 도취된 홈팬들에게 좌중월 솔로홈런의 시원함을 선사했다. 해태의 5 대 1 승리.

### 2차전
10월 19일 - 광주무등경기장 야구장
| 팀                                                                | 1 | 2 | 3 | 4 | 5 | 6 | 7 | 8 | 9 | R | H | E |
| 삼성 라이온즈                                                     | 0 | 0 | 0 | 3 | 0 | 0 | 3 | 0 | 0 | 6 | - | - |
| 해태 타이거즈                                                     | 0 | 0 | 0 | 0 | 0 | 0 | 0 | 0 | 0 | 0 | - | - |
| 승리 투수: 김태한 패전 투수: 김정수 홈런: 삼성 – 김성래(7회 투런) |   |   |   |   |   |   |   |   |   |   |   |   |

선발로 해태는 한국시리즈의 베테랑 김정수를, 삼성은 2년생 김태한을 각각 기용했다. 김태한은 피안타 7개를 맞았지만 연속안타를 피해가며 완봉승을 따냈다. 반면 김정수-이강철(4회)로 마운드를 교체한 해태는 고비마다 결정타를 얻어맞고 6 대 0으로 승부가 판가름나고 말았다. 삼성은 4회초 2사후 연속안타로 김정수를 쫓아내고 릴리프 이강철로부터 사구를 얻어 만루를 만들었다.곧이어 터진 2루수 키를 살짝 넘어가는 바가지 안타로 3점을 뽑았다. 삼성은 7회초 홈런왕 김성래가 2점홈런을 터뜨리고 이종두 이만수가 연속2루타를 터뜨려 3점을 보탬으로써 6 대 0으로 승부를 갈랐다.

### 3차전
10월 21일 - 대구시민운동장 야구장
| 팀                                                            | 1 | 2 | 3 | 4 | 5 | 6 | 7 | 8 | 9 | 10 | 11 | 12 | 13 | 14 | 15 | R | H | E |
| 해태 타이거즈                                                 | 0 | 0 | 1 | 0 | 0 | 1 | 0 | 0 | 0 | 0  | 0  | 0  | 0  | 0  | 0  | 2 | 7 | 0 |
| 삼성 라이온즈                                                 | 0 | 1 | 0 | 0 | 0 | 1 | 0 | 0 | 0 | 0  | 0  | 0  | 0  | 0  | 0  | 2 | 6 | 1 |
| 승리 투수: 없음 패전 투수: 없음 홈런: 해태 – 홍현우(6회 솔로) |   |   |   |   |   |   |   |   |   |    |    |    |    |    |    |   |   |   |

팀간 1승1패로 맞선 3차전. 해태의 선발은 88년 한국시리즈 MVP였던 문희수를, 한편 삼성은 입단 첫해 14승을 거두며 에이스로 급부상한 루키 박충식을 내세워 한치의 양보 없는 명승부전을 펼친다.2회말 2사2루에서 삼성이 김성현의 좌전적시타로 선제득점을 올리자 해태는 3회초 1사2, 3루에서 이종범이 3루쪽 내야땅볼로 반격했다. 삼성이 3회말 2사1, 2루의 기회를 잡자 김응용 감독은 즉시 선동렬을 투입, 불을 껐다.해태는 6회초 홍현우가 솔로홈런을 터뜨려 역전에 성공했다. 그러나 삼성은 6회말 2사2루에서 이종두가 좌중간2루타를 때려 다시 동점을 만들었다.끝없는 0의 행진.오후 6시1분에 시작된 경기는 4시간30분이 지난 10시31분에 종료됐으나 15회연장 2 대 2 무승부로 막을 내렸다. 1982년 OB-삼성 1차전, 1983년 해태-MBC의 4차전에 이은 3번째 연장 15회 무승부였다.

### 4차전
10월 22일 - 대구시민운동장 야구장
| 팀                                                 | 1 | 2 | 3 | 4 | 5 | 6 | 7 | 8 | 9 | R | H | E |
| 해태 타이거즈                                      | 0 | 0 | 0 | 2 | 0 | 0 | 0 | 0 | 0 | 2 | - | - |
| 삼성 라이온즈                                      | 0 | 0 | 0 | 4 | 0 | 0 | 0 | 4 | X | 8 | - | - |
| 승리 투수: 김상엽 패전 투수: 이대진 세이브: 김태한 |   |   |   |   |   |   |   |   |   |   |   |   |

해태는 4회초 김성한의 우중간2루타, 이호성의 중전적시타, 이종범의 우중간 적시2루타로 2점을 뽑았다. 이번 시리즈들어 첫 선취득점. 그러나 삼성은 4회말 곧바로 무사1, 3루의 찬스를 잡아 김성래의 우익수 희생플라이, 양준혁의 중전적시타로 동점을 만들고 계속된 2사2, 3루에서 김성현이 2타점 좌중간2루타를 터뜨려 4 대 2로 역전에 성공했다. 그리고 삼성은 5회부터 마운드를 넘겨받은 이강철을 8회말 2사사구를 끼워 집중 4안타로 공략, 4점을 더 보태 8 대 2로 완승을 거두었다. 삼성의 2승1무1패 리드.

### 5차전
10월 24일 - 서울종합운동장 야구장
| 팀                                                                                      | 1 | 2 | 3 | 4 | 5 | 6 | 7 | 8 | 9 | R | H | E |
| 삼성 라이온즈                                                                           | 0 | 0 | 0 | 0 | 0 | 0 | 0 | 0 | 2 | 2 | - | - |
| 해태 타이거즈                                                                           | 1 | 0 | 1 | 2 | 0 | 0 | 0 | 0 | X | 4 | - | - |
| 승리 투수: 조계현 패전 투수: 성준 홈런: 삼성 – 이만수(9회 투런) 해태 – 장채근(4회 투런) |   |   |   |   |   |   |   |   |   |   |   |   |

팀 분위기의 반전을 노린 해태는 1차전 승리투수였던 조계현을 마운드에 올려 5차전을 갖게 된다. 이에 맞선 삼성은 성준을 기용했다. 페넌트레이스에서 한 번도 해태와 맞붙지 않은 점을 감안한 투수 기용이었지만, 주축 투수인 박충식, 김상엽, 김태한을 모두 소모한 상황에서 어쩔 수 없는 선택이었다고도 볼 수 있다. 1회말 이순철의 도루를 곁들여 만든 2사1, 2루에서 김성한의 우전적시타로 1점을 선제한 해태는 3회말 좌전안타로 나간 이종범이 2, 3루를 거푸 훔친 뒤 홍현우가 2루수 뒤로 넘어가는 짧은 플라이를 때렸을 때 과감하게 홈으로 파고들어 2점째를 올렸다. 살얼음판을 걷는 듯 불안한 리드를 지키던 해태는 4회말 공격 2사 1루 상황에서 장채근이 박철우의 대타로 타석에 들어서 큼지막한 투런홈런을 잠실벌에 쏘아 올리며 팀 승리를 이끌어 낸다.해태 조계현은 완봉승에 원아웃을 남겨둔 9회초 2사후 이만수에게 2점홈런을 내줘 완투승에 그쳤지만 4 대 2의 승리는 끝까지 움켜쥐고 있었다. 양팀 2승1무2패.

### 6차전
10월 25일 - 서울종합운동장 야구장
| 팀                                                                | 1 | 2 | 3 | 4 | 5 | 6 | 7 | 8 | 9 | R | H | E |
| 해태 타이거즈                                                     | 1 | 0 | 0 | 0 | 0 | 1 | 0 | 2 | 0 | 4 | - | - |
| 삼성 라이온즈                                                     | 1 | 1 | 0 | 0 | 0 | 0 | 0 | 0 | 0 | 2 | - | - |
| 승리 투수: 선동열 패전 투수: 유명선 홈런: 해태 – 김성한(8회 투런) |   |   |   |   |   |   |   |   |   |   |   |   |

종반으로 치달을 때까지도 깨지지 않던 2 대 2의 균형은 8회초 김성한의 한 방으로 기울어졌다. 이순철이 1사후 유명선으로부터 포볼을 골라 나가자 김성한은 볼카운트 0-1에서 몸쪽 직구를 힘껏 끌어당겨 왼쪽 담장을 넘겼다. 김성한으로서는 한국시리즈 개인통산 최다홈런(4호)으로 올라서는 순간이었다. 6회초 이호성의 좌익선상 2루타로 2 대 2 동점을 만든 직후부터 마운드를 인계받은 선동열은 6회말 선두 김성래, 후속 이종두에게 연속안타를 맞아 무사1, 2루의 핀치에 몰렸으나 양준혁을 좌익수플라이로 처리하고 이만수와 한기철을 연속삼진으로 잡아 무실점으로 막아 승리의 기틀을 다졌다.
- 김성한 시리즈 최고령홈런(35세 5개월 7일)

### 7차전
10월 26일 - 서울종합운동장 야구장
| 팀                                  | 1 | 2 | 3 | 4 | 5 | 6 | 7 | 8 | 9 | R | H | E |
| 삼성 라이온즈                       | 0 | 0 | 0 | 0 | 0 | 0 | 0 | 0 | 1 | 1 | 6 | 1 |
| 해태 타이거즈                       | 1 | 0 | 0 | 1 | 1 | 1 | 0 | 0 | X | 4 | 9 | 0 |
| 승리 투수: 선동열 패전 투수: 박충식 |   |   |   |   |   |   |   |   |   |   |   |   |

이종범의 재치가 해태를 우승으로 이끌었다.1회말 우전안타로 나간 이종범은 삼성의 허약한 포수어깨를 놀리듯 망설임없이 2루를 훔쳐 홍현우의 좌전적시타로 득점할 수 있는 교두보를 확보했다. 1 대 0.3회말 두 번째 타석에서도 빠른 발을 살려 유격수쪽 내야안타를 만든 이종범은 다시 2루를 훔쳤다. 이 대회의 7호 도루. 한국시리즈 최다도루 타이(7개)이자 최다연속도루성공이었다. 이것은 득점과 무관했으나 4회말 2사1, 2루의 기회가 주어지자 좌익선상 적시타를 날려 2 대 0을 만들었다. 5회말 이호성의 우중간적시타로 3 대 0으로 앞서자 김응용 감독은 6회초 무사1, 2루의 위기에 몰린 송유석을 선동열로 구원하고 6회말 이순철의 좌전적시타로 4점째를 보태 파장 분위기를 만들었다. 삼성은 9회초 우월 2루타로 나간 이종두를 강태윤이 우전적시타로 불러들였으나 이미 2사후여서 영패를 면하는 의미에 지나지 않았다.
- 해태 한경기 최다 死구(4)
- 이종범 한국시리즈 통산최다 도루(13)

## 방송 중계

### TV
| 방송 채널 | 캐스터(한국시리즈 차전) | 해설위원               | 비고 |
| --------- | ----------------------- | ---------------------- | ---- |
| KBS 1TV   | 정도영(1·3·5·7)         | 하일성                 |      |
| MBC TV    | 고창근(2·6), 송인득(4)  | 김소식(2·6), 허구연(4) |      |
| SBS TV    | 유협(3·7)               | 김동엽                 |      |

### 라디오
| 방송 채널     | 캐스터(한국시리즈 차전) | 해설위원               | 비고 |
| ------------- | ----------------------- | ---------------------- | ---- |
| KBS 제1라디오 | 김재영(2·6), 유수호 (4) | 유승안                 |      |
| MBC 표준FM    | 송인득(3), 한광섭(5·7)  | 허구연(3), 김소식(5·7) |      |